# Crangonyx dearolfi
Crangonyx dearolfi là một loài giáp xác thuộc họ Crangonyctidae. Nó là loài đặc hữu của Hoa Kỳ.